# Первое чтение Прокламации об освобождении президентом Линкольном
«Первое чтение Прокламации об освобождении президентом Линкольном» (англ. First Reading of the Emancipation Proclamation by President Lincoln) — картина американского художника Фрэнсиса Карпентера, написанная в 1864 году.
Прокламация об освобождении рабов, изданная в двух вариантах 22 сентября 1862 года и 1 января 1863 года, стала важным достижением президента США Авраама Линкольна в период Гражданской войны, положив начало концу рабства в США, сначала в северных, а затем и в южных штатах. Нью-йоркский художник Фрэнсис Карпентер, ставший известным благодаря заказам на написание портретов двух предыдущих президентов, был глубоко тронут прокламацией, решив, что нашёл тему для своего будущего шедевра. В 1864 году с помощью влиятельных друзей из Палаты представителей США он добился аудиенции Линкольна, получив у него согласие на работу над картиной прямо в Белом доме в Вашингтоне. Спустя шесть месяцев напряжённой работы полотно было завершено.
Работа выставлялась в Белом доме и Капитолии, а также в различных городах США. Несмотря на успех картины у публики, государство не проявило никакого интереса к покупке полотна, которое более десяти лет висело в студии Карпентера. За это время он внёс в полотно большое количество правок, отрицательно повлиявших на композицию произведения. Наконец, в 1877 году нью-йоркский филантроп Элизабет Томпсон выкупила картину у Карпентера за 25 тысяч долларов и преподнесла её в дар нации на торжественной церемонии, состоявшейся в 1878 году на совместном заседании Конгресса США. С этого момента и по настоящее время, претерпев несколько реставраций, картина находится на стене у западной лестницы в крыле Сената в здании Капитолия в Вашингтоне.

## Контекст

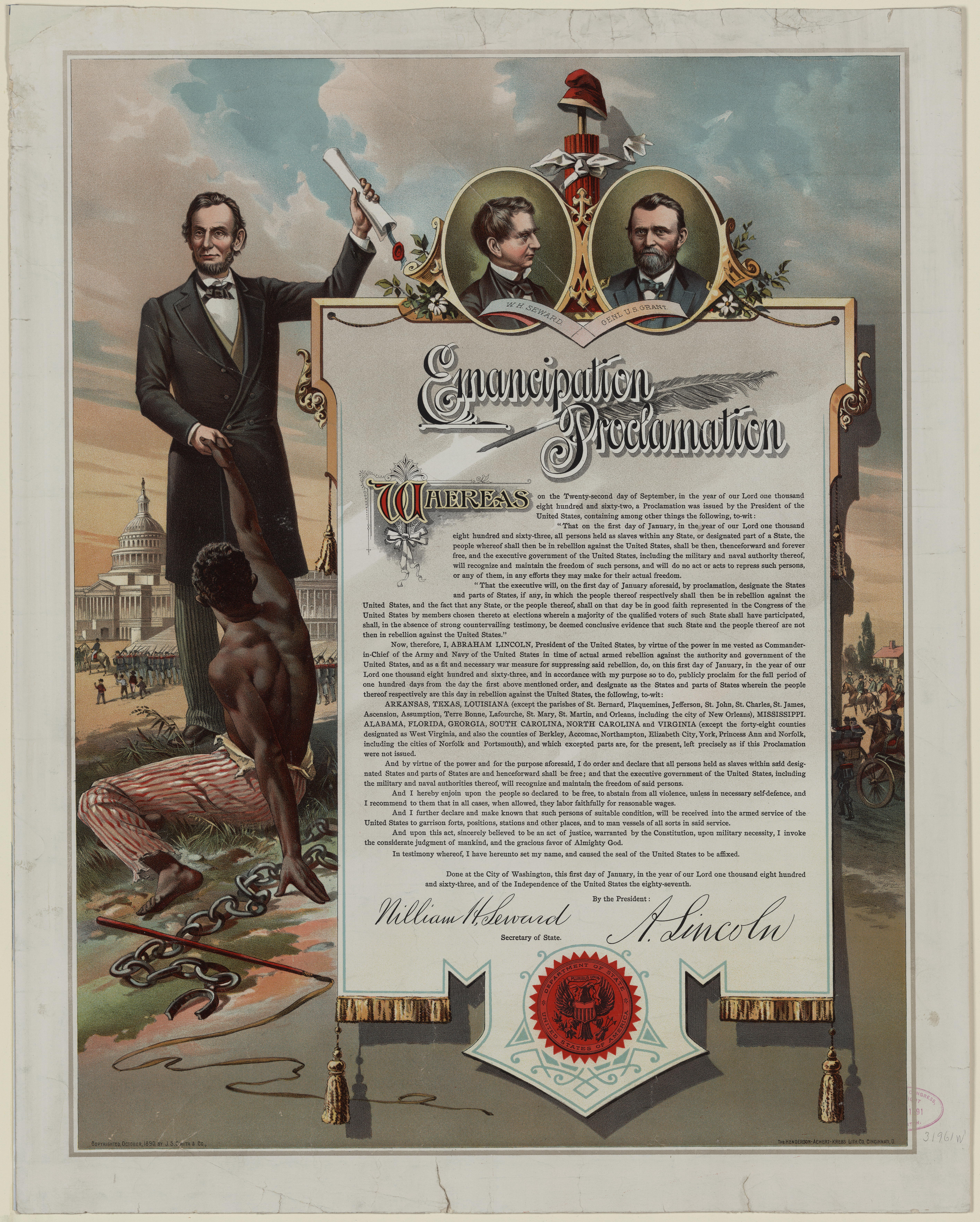
Прокламация об освобождении рабов

22 июля 1862 года члены кабинета Авраама Линкольна собрались в Белом доме, чтобы услышать, как президент США зачитает свой проект Прокламации об освобождении рабов. Линкольн, подготовивший документ в одиночку и без консультаций со своим кабинетом, заявил, что с 1 января 1863 года «все лица, содержащиеся как рабы в пределах какого-либо штата или любой определённой части штата, народ которого восстал против Соединённых Штатов, являются, впредь и вовеки, свободными». В первые месяцы Гражданской войны Линкольн был обеспокоен только сохранением Союза, но по мере разрастания конфликта он начал всё более сочувственно относиться к идее аболиционизма, не только понимая важность освобождения рабов для будущей победы, но и сделав этот вопрос центральной причиной расхождений в идеологиях противоборствующих лагерей.
22 сентября, через несколько дней после битвы при Энтитеме, обернувшейся крупной стратегической победой Союза, которой так жаждал Линкольн, он встретился с членами кабинета для уточнения положений июльского проекта и объявил о издании предварительного варианта прокламации. В этом документе Линкольн предъявил десяти отделившимся штатам ультиматум — или возвращение в Союз до Нового года, или распространение свободы на всех рабов в пределах территорий сепаратистов. Это время президент использовал для корректировки положений прокламации. Когда отделившиеся штаты проигнорировали это предупреждение, 1 января 1863 года Линкольн издал окончательный вариант президентской прокламации. Прокламация об освобождении, считающаяся одним из самых важных документов в американской истории, тем не менее не сразу покончила с рабством в США — это было достигнуто только 18 декабря 1865 года принятием контролируемым республиканцами Конгрессом 13-й поправки к Конституции.
Несмотря на свой революционный характер, действие прокламации распространялось только на рабов, живущих в отсоединившихся штатах, но не в штатах, находящихся в составе Союза, в том числе и находящихся на границе с Конфедерацией. Между тем, возможности Линкольна по воплощению положений этого документа в жизнь зависели от победы Союза. Несмотря на недостатки прокламации, она символизировала для многих конец рабства, давая таким образом надежду миллионам афроамериканцев, видевшими в лице армии Союза своих освободителей. Обнародование прокламации принципиально изменило характер войны, окончившейся победой Союза, которая в свою очередь повлекла за собой распространение действия прокламации на все штаты и начало реконструкции Юга. Так был установлен национальный курс на окончательную ликвидацию рабства в Соединённых Штатах Америки.

## История

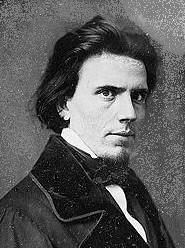
Фрэнсис Карпентер

Фрэнсис Бикнелл Карпентер (1830—1900) родился в Гомере (штат Нью-Йорк). Окончив Академию Кортленда, он переехал в Манхэттен, где рассчитывал обрести известность как художник. В 1852 году он получил заказ на написание портрета президента США Милларда Филлмора, а затем и его преемника — Франклина Пирса. В том же году Карпентер был избран в члены Национальной академии дизайна, и к 1855 году он располагал сложившейся репутацией хорошего портретиста.
Карпентер был глубоко тронут содержанием только что опубликованной прокламации Линкольна, называя её «актом морального величия, аналогов которому нет в истории человечества», и испытывая «сильное желание сделать что-то, что бы выразило понимание важности вопроса, из-за которого велась война». Он подумал о том, что нашёл тему для своей будущей картины, и 29 ноября 1863 года записал в своём дневнике: «задумал написать картину в память о первом чтении в Кабинете министров Прокламации об освобождении президентом Линкольном». Испытывая глубокое уважение к поступку Линкольна, Карпентер избрал его центральным персонажем своего будущего полотна. Уже представляя в мыслях композицию произведения, он заручился поддержкой своего состоятельного друга Фредерика А. Лейна, а благодаря влиянию Самуэля Синклера из газеты New-York Tribune и конгрессмена Шайлера Колфакса от Индианы получил согласие самого Линкольна на приезд в Вашингтон и работу с ним над картиной.
4 февраля 1864 года Карпентер обратился к тяжелобольному Оуэну Лавджою, члену Палаты представителей от Иллинойса, который лёжа в постели написал своему «закадычному другу» Линкольну записку с просьбой принять художника. 6 февраля Карпентер прибыл в Белый дом на послеобеденный приём у Линкольна, который увидев его, пошутил: «О, да. Я знаю, это художник». После этого они прошли в кабинет Линкольна, где художник передал президенту записку Лавджоя. В тот же день Линкольн рассказал ему об истории провозглашения прокламации и указал ему, где находился в комнате каждый участник первого чтения: «Насколько я могу вспомнить, я сидел во главе стола. Министр финансов и военный министр были здесь, по правую руку от меня, остальные собрались слева». Позже Карпентер нашёл это, «к счастью, полностью согласующимся с моей целью». 8 февраля он сделал первый набросок будущей картины, а утро 9 февраля провёл в кабинете Линкольна, где президент представил художника всем членам своего правительства. Вскоре Карпентер переехал в Белый дом и, к большому разочарованию миссис Линкольн, получил в своё распоряжение Парадную столовую, где прожил шесть месяцев. Он настолько влился в жизнь Белого дома, что однажды, когда посетитель пришёл обсудить некое дело с президентом и заметил стоящего в комнате Карпентера, Линкольн, заявив об отсутствии в этом факте неудобств для беседы, отметил, что это «всего лишь художник».

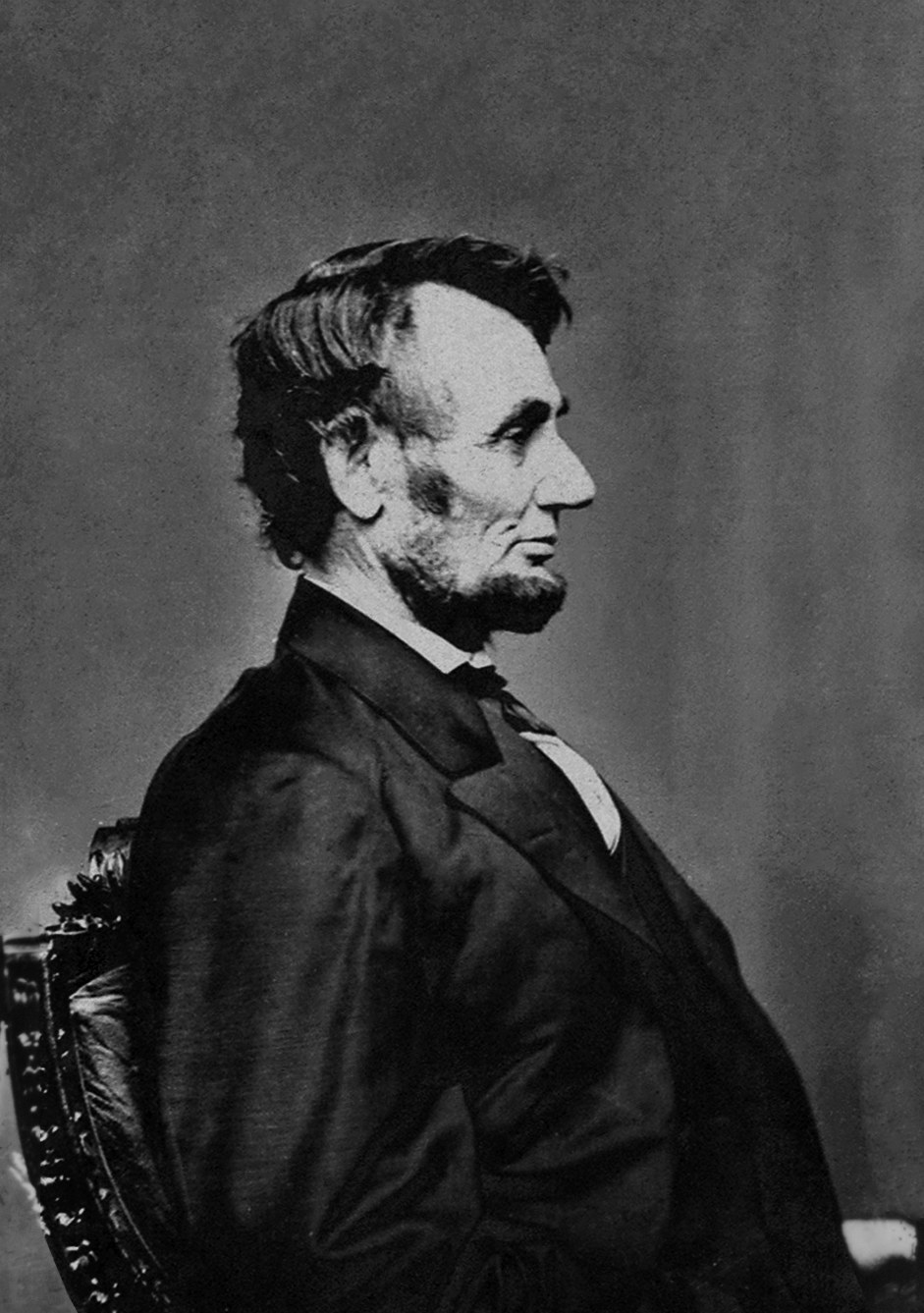
O-88, 9 февраля 1864 года

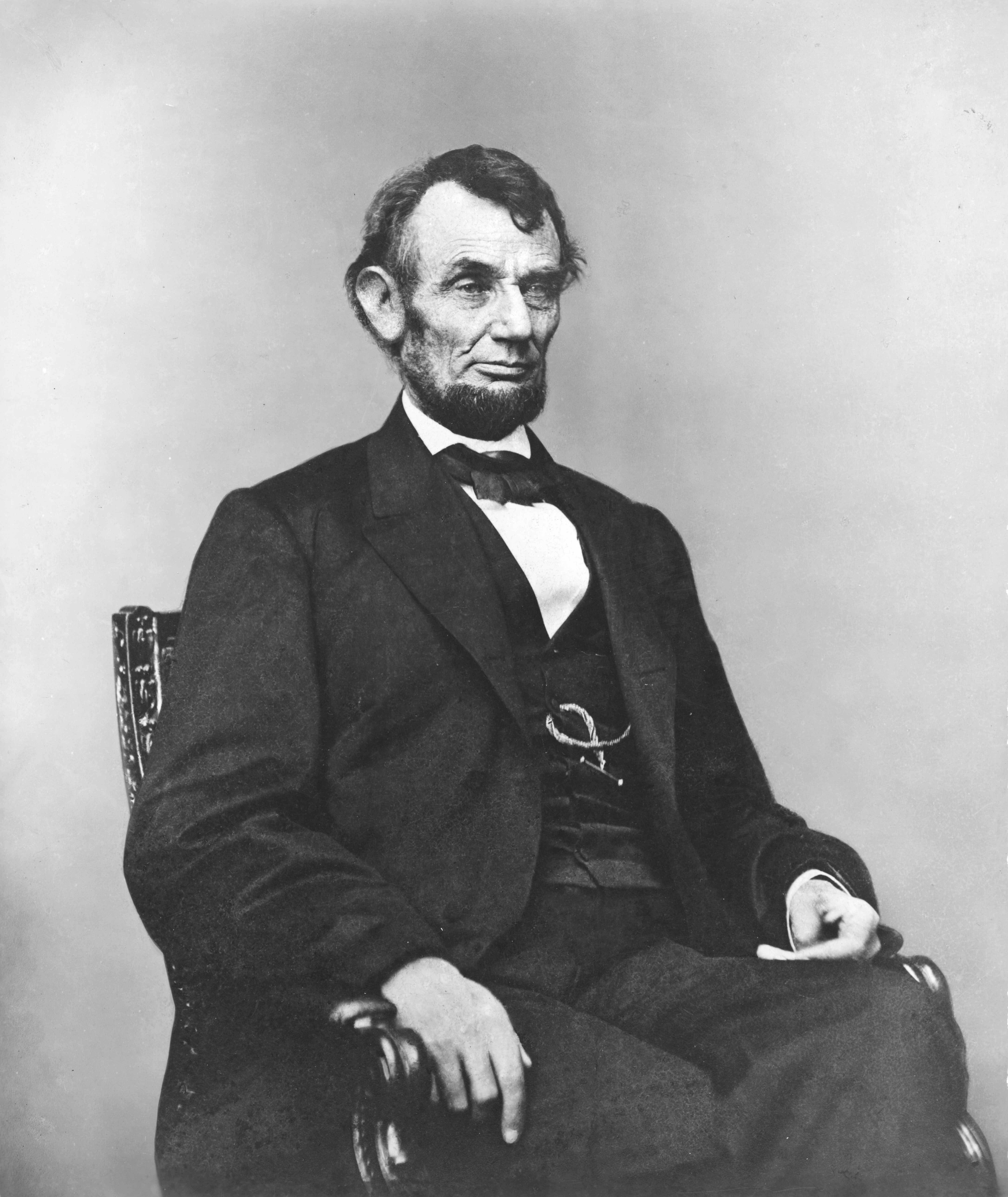
O-91, 9 февраля 1864 года

Карпентер занялся детальной проработкой фигур, сделав множество эскизов портретов членов кабинета и самого Линкольна с натуры, а также с использованием фотографий Мэттью Брэди. В частности, 9 февраля Карпентер пригласил Линкольна на фотографическую выставку Брэди, расположенную в нескольких кварталах от Белого дома, где их ждал компаньон Брэди, фотограф Энтони Бергер. Линкольн был нетерпелив, и когда его экипаж задержали, он вышел на улицу, вытащил с собой Карпентера, а также своих жену и сына, и пешком пришёл к зданию, где проходила выставка — дом 352 на Пенсильвания-авеню. Президент просидел не менее часа перед камерой Бергера, который за это время, применив новый для того времени, длительный и трудоёмкий коллодионный метод, сделал семь фотографий, известных как O-88, O-89, O-90, O-91, O-92, O-93 и О-94. Впоследствии по двум из этих снимков Карпентер написал две отдельные картины «Президент Авраам Линкольн и Тэд» (Белый дом) и «Семья Линкольна» (Нью-Йоркское историческое общество), а ещё два были использованы для создания памятного цента и пятидолларовой банкноты.
20 апреля и 26 апреля прошли ещё две фотосессии, последняя из которых была проведена Бергером в кабинете Линкольна. Линкольн стал вторым президентом после Джеймса Полка в 1846 году, позировавшим фотографу прямо в Белом доме. Примечательно, что младший сын президента, Тэд, закрыл Бергера и его помощника в шкафу, используемом в качестве фотолаборатории во время съёмки, а затем убежал с ключом, из-за чего Линкольну пришлось подняться и выйти из комнаты, чтобы найти своего сына и ключ. Только когда президент вернулся с ключом, фотографу и его ассистенту удалось возобновить работу. Впоследствии Дэвид Фишер писал, что фотографии Бергера показали Линкольна «как мудрого и опытного руководителя в ореоле растущей силы и уверенности», а историки Гарольд Холцер, Габор Боритт и Марк Нили отмечали, что «прекрасные фотографии Линкольна, ставшие постоянной основой для монет, марок, и банкнот, были композиционно составлены под руководством Карпентера: сессии с теми же фотографами не приносили равнозначных результатов в отсутствие Карпентера». Старший сын Линкольна, Роберт, описал студийный портрет Бергера, использовавшийся на пяти долларах, как «очень удачное подобие [моего отца]».
25 декабря 1863 года Карпентер записал в своём дневнике, что Мэри Тодд Линкольн «сообщила, что президент Линкольн будет позировать для моей большой картины „Чтение Прокламации об освобождении правительству“». После нескольких недель работы с карандашными набросками, фотографиями и масляными этюдами, изображавшими президента и членов правительства, Карпентер наконец перешёл к основному холсту. Целостная передача атмосферы великого исторического момента находилась за пределами художественных возможностей Карпентера, не имевшего должного профессионального образования. Карпентер, по своим словам, намеренно избегал изображения «воображаемого занавеса или колонны, великолепной мебели или аллегорической статуи», решив «отбросить все… характерные для живописи ухищрения и стремиться с максимальной верностью фактам передать событие именно так, как оно происходило; комната, мебель, все предметы — всё должно было рисоваться с оригиналов. Эта сцена по исторической важности и интересу уступала только принятию Декларации независимости; и я был уверен в том, что должен отобразить его честно и искренне». Для этого он изучал подлинные книги, газеты и карты, чтобы точно изобразить их на холсте. Работая прямо в Белом доме и находясь в личном контакте с президентом и первыми лицами государства, Карпентер написал свою картину с истинно исторической точностью.
После шестимесячной работы масштабное полотно размером 9 на 14,5 фута (274,3 × 457,2 см) было завершено. До окончания работы не дожил лишь один участник первого чтения — Калеб Смит, умерший в 1864 году. Через два года после зачитывания прокламации, 22 июля 1864 года, законченная картина была представлена Линкольну в Парадной столовой.

## Композиция
Местом действия картины и исторического события является кабинет президента, на месте которого в настоящее время находится так называемая «Спальня Линкольна». Слева на стуле сидит военный министр Эдвин Стэнтон, рядом с ним стоит министр финансов Салмон Чейз, чуть левее центра с пером одной руке и листом с прокламацией в другой сидит президент Соединённых Штатов Авраам Линкольн. У правого края картины у стены сидит министр флота Гидеон Уэллс, рядом с ним, дальше от зрителя, стоят министр внутренних дел Калеб Смит и генеральный почтмейстер Монтгомери Блэр, на их фоне выделяется сидящий в профиль государственный секретарь Уильям Сьюард. Ещё ближе к центру, скрестив руки на груди, сидит генеральный прокурор Эдвард Бэйтс. Позади них, в левом углу и в центре над камином соответственно, висят портреты Саймона Кэмерона (бывший военный министр, номинировавший Линкольна на пост президента) и Эндрю Джексона (бывший президент Соединённых Штатов, признаваемый Линкольном хранителем Союза за роль в урегулировании таможенного кризиса 1832 года).
Если считать слева направо, то на картине изображены члены кабинета в порядке убывания их энтузиазма касательно принятия Прокламации об освобождении. В связи с этим, имея «интерес к смешению факта и аллегории», Карпентер отмечал: «в кабинете были два элемента — радикалы и консерваторы. Мистер Линкольн размещён по-официальному во главе стола, между двумя группами, ближе к представителям радикалов, но как бы объединяя обе точки зрения. Главными силами правительства являются военное министерство и министерство финансов: эти министры находятся справа — военный министр, символизирующий великую борьбу, непосредственно на переднем плане; министр финансов, активно поддержавший новую политику, стоит бок о бок с президентом… Государственный секретарь, великий интерпретатор принципов Республиканской партии,… в такой миг становится центром всеобщего внимания… Четыре главных члена правительства были сосредоточены, в соответствии с их ролью в администрации, ближе всех к персоне Президента, который, с только что прочитанной рукописной прокламацией в руке, был представлен наклонившимся вперед, слушающим и внимательно взвешивающим мнение, излагаемое государственным секретарём». Историк Гарольд Холцер указывает, что сегодня картина «выглядит, как просто группа белых стариков, сидящих вокруг стола. Это не самая вдохновляющая картина в мире, но в те дни она обладала большой силой… Есть некая пространственная ирония в том, что на самом деле она не показывает тот момент, когда Линкольн читал прокламацию. Он держит её на коленях. Госсекретарь Сьюард представлен довольно вальяжно жестикулирующим. Так что это тот момент, когда Сьюард рекомендует не публиковать прокламацию: время не подходящее. Так с какой стати Карпентер это сделал?… Карпентер из пригородов Оберна, Нью-Йорк, а Уильям Сьюард —герой Оберна. Понимаете, вы просто обязаны поместить своего местного героя, гордость ваших мест, на эту картину».
На полу рядом со Стэнтоном лежит газета New-York Tribune, а на столе — пергаментная копия Конституции США, перед Бэйтсом разложена карта театра военных действий в штате Виргиния, в правом нижнем углу прислонена другая карта, показывающая распределение рабов по территории страны, рядом на полу книги — «Военные полномочия президента» Уильяма Уайтинга и «Комментарии к Конституции» Джозефа Стори, повлиявшие на решение Линкольна, а под столом — тома издания Congressional Globe. Карта, стоящая справа у стены, была создана Службой береговой съёмки на основе данных переписи 1860 года и обследования восточного побережья США 1861 года, и именно к ней апеллировал Линкольн, доказывая, как процесс эмансипации в южных штатах может повлиять на военные победы Армии Союза.
Композиция картины, достаточно простая и статичная, выдержана в тёмных, строгих тонах, с использованием в основном чёрной и коричневой гаммы для подчёркивания серьёзности момента, с лёгкими вкраплениями красного и зелёного цветов.

## Выставка и критика
После завершения работы картина была временно выставлена на обозрение публики в Восточной комнате Белого дома, а затем в Ротонде Капитолия. Карпентер писал, что у неё толпились посетители, Линкольн дипломатично отмечал: «по моему мнению, она хороша настолько, насколько возможно… и я очень рад, что вы сделали это!». В то же время Мэри Тодд Линкольн насмешливо назвала картину «счастливой семьёй», подразумевая под этим правительство, изображение членов которого вместе оказалось последним, так как уже через два месяца после второй инаугурации Линкольна, 14 апреля 1865 года он был убит в театре Форда. Работа, к которой Карпентер приложил большие усилия, получила противоречивые отзывы в прессе. Корреспондент The Sacramento Daily Union Ноа Брукс доказывал что картина ничего не привнесла в искусство исторической живописи. Брукс писал: «группа мужчин в тёмных костюмах американских джентльменов, собравшаяся в просто обставленной комнате, хотя и оживлённо обсуждая тему, теперь ставшую исторической, не представляет собой заманчивой возможности использовать все удивительные возможности живописи». В обзоре The New York Times было написано, что «последующие поколения будут с удовлетворением смотреть на картину из-за её особых портретных достоинств», а в статье The Times отмечено, что «когда рабство станет потрясением и кошмаром для всех на земле; когда Прокламация президента Линкольна войдёт в историю как великолепный трофей кровавой войны; когда благодарность народа, не ведающего более, что такое раб, воздастся героям, принесшим ему славу; тогда на такой холст можно будет взирать в почтительном восхищении».
В 1866 году Салмон Чейз написал Карпентеру письмо, в котором отметил правильность изображения себя вместе со Стэнтоном рядом с президентом, так как «полностью одобрял и сердечно приветствовал [его] меры», в то время как те члены кабинета министров, которые поначалу «сомневались, или советовали подождать, или даже были против», находятся слева от Линкольна. Однако Чейз заявлял, что не сохранил в памяти «ни малейшего следа такой встречи», жалуясь, что на картине всё «подчинено Сьюарду, который говорит, а все остальные или слушают, или смотрят в пустоту». Сам же Сьюард полагал, что Карпентер выбрал не самую важную тему для картины, так как бо́льшим достижением администрации Линкольна было сохранение Союза. Один из секретарей Линкольна, Уильям Стоддард, охарактеризовал картину как «скучную», пошутив, что называться она должна «Стол, окружённый джентльменами в ожидании фотографирования».

## Дальнейшая судьба картины

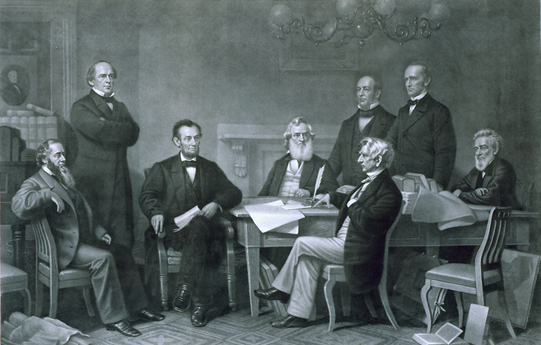
Гравюра-репродукция Александра Ритчи, 1866 год

После окончания войны в 1865 году Линкольн стал национальным героем, а Прокламация об освобождении начала рассматриваться как одно из главных достижений его жизни. Добиваясь большей известности для своей картины, в 1866 году Карпентер поручил Александру Ритчи создать по ней гравюру. Во время работы Ритчи лично внёс существенные изменения в изображение фигуры Линкольна. Первым заказчиком репродукции стал сам Линкольн, однако копия была отправлена уже его вдове. Первоначально гравюры продавались издательством Derby and Miller через независимых продавцов и по почте, а в 1866 году они были переизданы нью-йоркской газетой, рассылавшей репродукции десяткам тысячам подписчиков. В статье газеты New-York Evening Post было предсказано, что гравюра «займёт своё место среди картин, которые люди вешают на стены в память об одном из величайших и наиболее заметных событий в истории страны», а Ноа Брукс отметил, что она «будет цениться в каждой свободолюбивой семье». Согласно историку Гарольду Холцеру, репродукция «стала одной из самых продаваемых гравюр XIX века». Американцы расценивали обладание печатной копией картины как увековечение памяти великого человека, чья жизнь оборвалась раньше срока, и такие репродукции висели во многих гостиных весь остаток века.
В 1866 году Карпентер написал книгу о своём опыте портретной живописи в Белом доме под названием «Шесть месяцев в Белом доме с Авраамом Линкольном: История картины». Публикация произведения стала сенсацией, и до сих пор эту книгу, принесшую Карпентеру писательские лавры, можно найти в любой библиотеке, посвящённой Линкольну.
После окончания выставки Карпентер совершил продолжительное турне по нескольким городам со своей картиной, в раму которой были вмонтированы специальные петли, позволявшие легко сложить и транспортировать работу. За это время полотно смогли увидеть тысячи американцев. Несмотря на успех картины, правительство не сделало ни единого шага к покупке полотна, и художник разместил его у себя в студии. Более десяти лет работа находилась у Карпентера, который в течение этого времени внёс огромное количество изменений в изображение фигур и деталей, в результате чего, по мнению критиков, портрет Линкольна оказался слабее первоначального варианта, а сама картина стала очень отличаться от гравюры, принесшей ей известность. Волосы Линкольна сохранили свою естественность и соответствовали изображению на гравюре, однако в его лице можно было разглядеть «деревянную» твердость, причиной которой стала переработка художника. В то же время Карпентер ничуть не тронул фигуру Сьюарда, характеризующуюся отличным сходством, раскованностью и выразительностью, считая, по-видимому, её центром картины.
Наконец, в 1877 году филантроп Элизабет Томпсон из Нью-Йорка купила картину у Карпентера за 25 тысяч долларов и предложила её в дар нации. 12 февраля 1878 года, в 69-ю годовщину со дня рождения Линкольна, на совместном заседании Конгресса, картина была официально принята государством в дар. На церемонии в присутствии Карпентера выступили двое ораторов и членов Палаты представителей: Джеймс Гарфилд от Огайо, бывший в годы войны генерал-майором Армии Союза и ставший позже вторым президентом США, убитым в ходе президентского срока, и Александр Стивенс от Джорджии, старый друг Линкольна и единственный вице-президент Конфедерации. До этого дня, из восьми человек, изображённых на картине, дожил лишь Монтгомери Блэр.
Две реставрации, проведённые в первой половине XX века, отрицательно сказались на состоянии картины, но в 1991 году с полотна были наконец сняты поздние слои краски, и восстановленная работа, несмотря на повреждения и истирания, в частности, фигуры Блэра, оказывает на зрителя более сильное влияние, чем в прошедшие десятилетия.
В настоящее время картина в своей оригинальной раме с изображением печати США и восходящего солнца на углах висит на стене у западной лестницы в крыле Сената в здании Капитолия США. Она привлекает большое внимание, а сотрудники Капитолия принимают множество запросов на её посещение.

## Влияние прокламации и картины
Прокламация об освобождении и 13-я поправка не стали концом борьбы за гражданские права чернокожих в США. Принятые в 1868 и 1870 годах 14-я и 15-я поправки наделили мужчин-афроамериканцев гражданством и правом голоса, а благодаря 19-й поправке 1920 года избирательные права получили все женщины. Даже при юридическом равенстве, провозглашённом на национальном уровне в XX веке, афроамериканцы и многие другие группы долгое время боролись за реализацию своих полных прав против дискриминационного законодательства, правовых решений и личных предрассудков. «Вторым освобождением» стал период 1960-х годов, приведший к окончательному уничтожению расовой сегрегации. В настоящее время как сама прокламация, так и картина Карпентера изучаются на уроках истории в США по программе для 4—12 классов, разработанной Национальной портретной галереей Смитсоновского института.